# 贝雷斯福德 (南达科他州)
贝雷斯福德（英語：Beresford），是美国南达科他州林肯縣與猶尼昂縣下属的一座城市。根据2010年美国人口普查，该市有人口2,005人。2011年估计该市人口约有2,049人，年增长率为2.19%。